# Ceraphron confusus
Ceraphron confusus är en stekelart som beskrevs av Sundholm 1970. Ceraphron confusus ingår i släktet Ceraphron och familjen pysslingsteklar. Inga underarter finns listade i Catalogue of Life.